# I Dreamed of Africa
I Dreamed of Africa er amerikansk film fra 2000, hvor medvirkende er Kim Basinger, Vincent Perez, Eve Marie Saint, Garrett Strommen, Liam Aiken og Shannon Esra. Den er baseret på autobiografien af Kuki Gallmann og handler om en italiener, der flytter til Kenya og bliver involveret i bevaringsøkologisarbejde.
Filmen, i det hele blev ikke modtaget ret godt, men Kim Basingers præsentation blev rost meget.

## Eksterne links
- I Dreamed of Africa på Internet Movie Database (engelsk)
- I Dreamed of Africa på Scope
- I Dreamed of Africa i Svensk Filmdatabas (svensk)
- I Dreamed of Africa på AlloCiné (fransk)
- I Dreamed of Africa på MovieMeter (nederlandsk)
- I Dreamed of Africa på AllMovie (engelsk)
- I Dreamed of Africa hos American Film Institute (engelsk)
- I Dreamed of Africa på Turner Classic Movies (engelsk)
- I Dreamed of Africa på The Movie Database (engelsk)
- I Dreamed of Africa på Rotten Tomatoes (engelsk)

1. ↑  Navnet er anført på engelsk og stammer fra Wikidata hvor navnet endnu ikke findes på dansk.